# Thomas Andergassen
Thomas Andergassen (* 20. Februar 1980 in Lindau (Bodensee)) ist ein ehemaliger deutscher Kunstturner und heutiger Trainer.
Andergassen begann seine Karriere beim TSV Oberreitnau und ging dann zum KTV Stuttgart (später MTV Stuttgart), wo er unter Trainer Klaus Nigl trainierte. Der mehrfache Deutsche Meister wurde mit der Mannschaft Achter bei den Olympischen Sommerspielen 2004 in Athen und gewann die Bronzemedaille mit der Mannschaft bei den Weltmeisterschaften 2007 in Stuttgart. Bei den Olympischen Sommerspielen 2008 in Peking erreichte er mit der Mannschaft den vierten Platz. Anschließend trat er kürzer, turnte aber z. B. noch in der Bundesliga, wo er 2014 mit dem MTV Stuttgart Deutscher Mannschaftsmeister wurde. 
Andergassen absolvierte eine Lehre als Bürokaufmann und war Sportsoldat bei der Sportfördergruppe der Bundeswehr. Von 2008 bis 2011 absolvierte an der Sporthochschule Köln ein Studium zum Diplom-Trainer. Er ist seit 2009 verheiratet und hat zwei Kinder.
Nach seiner aktiven Karriere wurde er Juniorentrainer am Kunst-Turn-Forum Stuttgart.